# Зарди, Доминик
Домини́к Зарди́ (настоящее имя Эмиль Жан Коэн-Зарди; 2 марта 1930, Париж, Франция — 13 декабря 2009, Франция) — французский актёр, мастер эпизода, российскому зрителю наиболее известен ролью охранника Фантомаса в полукомедийной кинотрилогии Андре Юнебеля: «Фантомас», «Фантомас разбушевался» и «Фантомас против Скотланд-Ярда».

## Биография
Начинал как боксёр, любовь к этому виду спорта сохранил на всю жизнь.
Начал сниматься в 1958 году и последующие три десятилетия играл эпизодические роли: охранников, полицейских, телохранителей, жуликов. Часто его фамилия даже не указывалась в титрах. Он снялся более чем в 500 фильмах (во многих из них в дуэте с Анри Атталем) и, несмотря на незначительные роли, актёра запомнили зрители. Его простоватое, обыкновенное лицо выделялось в любом фильме, в самой незначительной роли.
Доминик Зарди часто снимался у таких мэтров французского кино как Андре Юнебель, Жан-Пьер Мокки, Пьер Гранье-Дефер.
С 1963 года, начиная с охранника в «Офелии», он снимался в каждом фильме режиссёра Клода Шаброля, среди лучших — полицейский инспектор в ленте «Пусть зверь умрёт» (1963), епископ в комедии «Доктор Пополь / Высокие каблучки» (1972), Хенри Реторд в криминальной комедии «Цыплёнок под уксусом» (1985), сыграл яркую роль в «Мадам Бовари» (1991), монсир Шутен «В сердце лжи» (1999). Зарди и Атталь — единственные актёры, которые снялись в 2-х разных экранизациях Фантомаса: в трилогии Андре Юнебеля и в первой серии фильма Клода Шабропя 1979 года, где Зарди сыграл проводника поезда, а Атталь — кюре.
Был известен и как журналист, редактор журнала «Спорт и развлечения. Евробокс — шоу». Он — автор десятка романов, в том числе — «Жених носил белое платье», «На другой стороне холма» и других.
В фильмах Клода Шаброля — «Крик совы» (1987), «Мадам Бовари» (1991) являлся композитором.

### Анекдоты
На пресс-конференции режиссёра Андре Юнебеля спросили, почему он снимает такие незначительные фигуры, как Анри Атталь и Доминик Зарди. Доминик Зарди ответил, процитировав Ремю: «Вы знаете, баранья нога — это хорошо, но особенно хорошо в ней не мясо, а зубчик чеснока. Это не я сказал, это — Ремю»

## Фильмография (неполная)
- 1959 — Карманник / Pickpocket — пассажир в метро (в титрах не указан)
- 1960 — Битва при Аустерлице / Austerlitz
- 1960 — Истина / La Vérité
- 1961 — Женщина есть женщина / Une Femme Est Une Femme
- 1961 — Прекрасная американка / La Belle Américaine
- 1961 — Три мушкетёра / Les Trois Mousquetaires
- 1961 — Убийца из телефонного справочника / L’assassin est dans l’annuaire
- 1963 — Взорвите банк / Faites sauter la banque!
- 1964 — Охота на мужчину / La Chasse à l’homme
- 1964 — Уик-энд на берегу океана / Week-end à Zuydcoote
- 1964 — Карусель / La Ronde
- 1964 — Фантомас / Fantomas — телохранитель Фантомаса.
- 1965 — Фантомас разбушевался / Fantomas Se Dechaine — телохранитель Фантомаса.
- 1965 — Жандарм в Нью-Йорке / Le Gendarme A New York
- 1965 — Убийцы в спальных вагонах / Compartiment tueurs
- 1965 — Фурия в Байе для OSS-117 / Furia à Bahia pour OSS 117
- 1966 — Анжелика и король / Angélique et le roy
- 1966 — Фантомас против Скотланд-Ярда / Fantomas Contre Scotland Yard — телохранитель Фантомаса.
- 1967 — Идиот в Париже / Un idiot à Paris
- 1966 — Приключения в загородном доме / Monsieur le président-directeur général
- 1967 — Большие каникулы / Les Grandes Vacances
- 1968 — Жандарм женится / Le Gendarme se marie
- 1968 — Любовь и золото / Faut pas Prendre les Enfants du Bon Dieu pour des Canards Sauvages
- 1968 — Супермозг / Le Cerveau
- 1968 — Паша / La Pasha
- 1969 — Золотая вдова / Une veuve en or
- 1969 — Приятно видеть друзей / Faites donc plaisir aux amis
- 1970 — Тайна фермы Мессе / La Horse — бандит
- 1970 — Она не пьёт, она не курит, она не принимает наркотики, но она говорит / Elle boit pas, elle fume pas, elle drague pas, mais.. elle cause !
- 1970 — Жандарм на прогулке / Le Gendarme En Balade
- 1971 — Перед тем, как опустится ночь / Juste avant la nuit
- 1971 — Любовь — это весело, любовь — это грустно / L’amour c’est gai, l’amour c’est triste
- 1973 — Приключения раввина Якова / Les Aventures De Rabbi Jacob
- 1974 — О’кей патрон / OK patron
- 1974 — У савана нет карманов / Un linceul n’a pas de poches
- 1976 — Безумия буржуазии / Folies bourgeoises
- 1977 — Спешащий человек / L’Homme pressé
- 1979 — Фантомас, мини-сериал, в 1-й серии, в роли проводника поезда
- 1981 — За шкуру полицейского / Pour la peau d’un flic
- 1981 — Странное дело / Une étrange affaire
- 1984 — Друг Венсана / L’Ami de Vincent
- 1988 — Ночь в Национальной Ассамблее / Une nuit à l’Assemblée nationale
- 1990 — Тихие дни в Клиши — Густав